# Free Software Directory
Free Software Directory (FSD) (En castellano: Directorio de Software Libre) es un proyecto de la Free Software Foundation (FSF). Su objetivo es catalogar el Software Libre que se puede ejecutar en Sistemas Operativos libres, especialmente sistemas GNU/Linux. El software catalogado, a menudo, puede ser también ejecutado en otros Sistemas Operativos no libres. Anteriormente en el mantenimiento del proyecto colaboraba la Unesco.
Al contrario de otras listas que se concentran en Software Libre, El equipo del Free Software Directory verifica las licencias del software listado.

## Aumento de cobertura y uso
FSD ha sido usado como fuente para evaluar el uso del software libre, por ejemplo en septiembre de 2012 había un total de 1550 entradas en la lista, de las cuales el 87,9% estaban liberados bajo la licencia GPL, el 6,6% usaba la licencia LGPL 2,0% usaba la licencia BSD o una similar, el 1,9% usaba la Licencia Artistic y el 0,3% usaba la licencia del MIT. En septiembre de 2009, el Directorio contaba con más de 6000 paquetes. Esta cifra aumentó a 6500 en octubre de 2011 cuando se lanzó una nueva actualización del directorio. Todos los paquetes listados son "libres para descargar, ejecutar y compartir por cualquier usuario. Cada entrada ha sido revisada y probada individualmente [...] para que los usuarios conozcan que dicho programa será verdaderamente Software Libre [...] con documentación gratuita y sin requirimientos de software propietario."
Varias publicaciones científicas se han referido al directorio y han sido recalcado el hecho de que el directorio "únicamente incluye software ejecutable en Sistemas Operativos libres. Este es también un proyecto colaborativo, ofreciendo una interfaz web para que usuarios registrados puedan actualizar entradas". También se destaca la gran precisión a la hora de investigar y categorizar las licencias.
En septiembre de 2011, el FSF fue reimplementado como una wiki usando MediaWiki con la extensión Semantic MediaWiki para permitir que los usuarios puedan modificar directamente los contenidos.

## Categorías más populares
El software aceptado en el directorio está principalmente catalogado en las siguientes categorías:
- Administración del sistema (682 projects)
- Aplicación web (491 projects)
- Audio (235 projects)
- Automatización en la compilación de software (76 projects)
- Bases de Datos (213 projects)
- Biología (32 projects)
- Chat (113 projects)
- Ciencia (253 projects)
- Comunicación en vivo (147 projects)
- Conexiones de red (74 projects)
- Control de versión (103 projects)
- Creación de texto (346 projects)
- Desarrollo de software (1294 projects)
- Edición de páginas web (446 projects)
- Editor (123 projects)
- Editor HTML (18 projects)
- Educación (97 projects)
- Geografía (34 projects)
- Gráficos (171 projects)
- Herramientas de documentación (137 projects)
- Hobbies (93 projects)
- Impresión (29 projects)
- Interfaz (6473 projects)
- Juegos (207 projects)
- Lenguajes de programación (697 projects)
- Librerías (810 projects)
- Localización (58 projects)
- Matemáticas (91 projects)
- Negocios (368 projects)
- Protocolos (10 projects)
- Seguridad (288 projects)
- Software de correo electrónico (159 projects)
- Trabaja con formatos (181 projects)
- Uso (6604 projects)
- Vídeo (107 projects)